# Morpho absoloni
Morpho absoloni é uma borboleta neotropical da família Nymphalidae, subfamília Satyrinae e tribo Morphini, descrita em 1924 e nativa do Peru (Cusco e Madre de Deus) e Brasil (Acre, onde o holótipo foi descoberto). Visto por cima, o padrão básico da espécie (macho) apresenta asas de coloração azul iridescente com as pontas das asas anteriores de coloração enegrecida, marcação branca dentro da parte enegrecida e na margem anterior, próxima ao topo das asas anteriores. Vista por baixo, apresenta asas de coloração castanha, com ocelos pouco aparentes de coloração alaranjada e característicos por apresentar uma cor mais clara, terrosa, em seu interior. O dimorfismo sexual é acentuado, com as fêmeas maiores, menos frequentes e com asas contendo superfície enegrecida na borda e apresentando marcações brancas nesta região.

## Hábitos
Adrian Hoskins cita que a maioria das espécies de Morpho passa as manhãs patrulhando trilhas ao longo dos cursos de córregos e rios. Nas tardes quentes e ensolaradas, às vezes, podem ser encontradas absorvendo a umidade da areia, visitando seiva a correr de troncos ou alimentando-se de frutos em fermentação.